# كاي بالارد
كاي بالارد (بالإنجليزية: Kaye Ballard)‏ (20 نوفمبر 1925 - 21 يناير 2019) هي ممثلة مسرحية وتلفزيونية وكوميدية ومغنية أمريكية. ولدت في كليفلاند، بولاية أوهايو، لِوالدين مهاجرين إيطاليين. برزت بالارد خلال أربعينيات القرن العشرين وامتدت مسيرتها حتى سنة 2015 حيث أعلنت تقاعدها.

## وصلات خارجية
- كاي بالارد على موقع IMDb (الإنجليزية)
- كاي بالارد على موقع روتن توميتوز (الإنجليزية)
- كاي بالارد على موقع ألو سيني (الفرنسية)
- كاي بالارد على موقع ميوزك برينز (الإنجليزية)
- كاي بالارد على موقع تيرنر كلاسيك موفيز (الإنجليزية)
- كاي بالارد على موقع أول موفي (الإنجليزية)
- كاي بالارد على موقع قاعدة بيانات برودواي على الإنترنت (الإنجليزية)
- كاي بالارد على موقع قاعدة بيانات الأفلام السويدية (السويدية)
- كاي بالارد على موقع إن إن دي بي (الإنجليزية)
- كاي بالارد على موقع أول ميوزيك (الإنجليزية)
- كاي بالارد الموقع
- "كاي بالارد وتذكر طويلة حافلة بالأحداث الوظيفي". نيك توماس (10 نوفمبر 2015), أخبار هيرالد.